# Вориконазол
Вориконазол — синтетичний протигрибковий препарат, що належить до підгрупи тріазолів класу азолів, для перорального та парентерального застосування. Вориконазол уперше синтезований у лабораторії корпорації «Pfizer», та розповсюджується нею під торговою маркою «Віфенд».

## Фармакологічні властивості
Вориконазол — синтетичний протигрибковий препарат, що належить до класу азолів широкого спектра дії. Препарат має фунгіцидну дію, що полягає в інгібуванні синтезу стеролів у клітинах грибків, що приводить до пошкодження клітинних мембран грибків. До препарату чутливі грибки Candida spp.; Cryptococcus neoformans; Microsporum spp.; Trichophyton spp.; Blastomyces dermatitides; Coccidiodes immitis; Histoplasma capsulatum; Aspergillus spp.; Alternaria spp.; Cladosporium spp.; Scedosporium spp.; Fusarium spp.; Penicillium spp.; Blastoschizomyces capitatus; Fonsecaea spp.; Trichosporon spp.; Sporothrix spp. Вориконазол має вищий профіль безпеки та меншу ймовірність розвитку резистентності до збудників грибкових інвазій, ніж при застосуванні амфотерицину B та флуконазолу.

### Фармакокінетика
Вориконазол добре всмоктується з шлунково-кишкового тракту, біодоступність препарату при пероральному прийомі становить 96%, при внутрішньовенному введенні — 100%. Максимальна концентрація в крові досягається протягом 1—2 годин. Вориконазол добре розподіляється у більшості тканин і рідин організму. Препарат добре проходить через гематоенцефалічний бар'єр. Вориконазол проходить через плацентарний бар'єр та виділяється в грудне молоко. Метаболізується препарат в печінці з утворенням активних метаболітів. Виводиться вориконазол з організму з сечею. Період напіввиведення препарату становить 6 годин, цей час може збільшуватись у хворих з порушенням функції печінки.

## Показання до застосування
Вориконазол показаний при інвазивному аспергільозі, важких формах кандидозу(включно з кандидозом стравоходу), важких формах інших грибкових інфекцій або при непереносимості чи неефективності інших засобів лікування, профілактика грибкових інфекцій у хворих з гіпертермією та високим ризиком грибкової суперінфекції (пересадка кісткового мозку, рецидиви лейкозів). При інвазивному аспергільозі вориконазол може застосовуватися у комбінації з каспофунгіном.

## Побічна дія
При застосуванні вориконазолу можливі наступні побічні ефекти:
- Алергічні реакції та з боку шкіри — дуже часто (більше 10%) гарячка, висипання на шкірі; часто (1—10%) алопеція, свербіж шкіри, фоточутливість; рідко (0,01—0,1%) кропив'янка, набряк Квінке, синдром Стівенса-Джонсона, анафілактичний шок; дуже рідко (менше 0,01%) синдром Лаєлла, дискоїдний вовчак.
- З боку травної системи — дуже часто діарея (згідно даних клінічних досліджень 9%), блювання (7%)[2], нудота, біль у животі; часто (1—10%) жовтяниця, холестаз, хейліт; рідко (0,01—0,1%) метеоризм, панкреатит, гінгівіт, дуоденіт, ґлосит, токсичний гепатит, гепатоцелюлярний некроз, печінкова недостатність, холелітіаз; дуже рідко (менше 0,01%) псевдомембранозний коліт, печінкова кома.
- З боку нервової системи — дуже часто (згідно даних клінічних досліджень від 11 до 45%)[2] минучі порушення зору, що можуть включати порушення зорової чутливості, затьмарення зору, фотофобію та порушення сприйняття кольору; дуже часто також спостерігається головний біль; часто (1—10%) запаморочення, судоми, зміна смаку, галюцинації, депресія, тремор, парестезії; рідко (0,01—0,1%) гіпестезії, набряк мозку, неврит або атрофія зорового нерва, підвищення внутрішньочерепного тиску; дуже рідко (менше 0,01%) синдром Гієна-Барре, безсоння, енцефалопатія, екстрапірамідні симптоми.
- З боку серцево-судинної системи — часто (1—10%) артеріальна гіпотензія; рідко (0,01—0,1%)фібриляція шлуночків, подовження інтервалу QT на ЕКГ, пароксизмальна тахікардія типу «пірует», повна атріовентрикулярна блокада, аритмії.
- З боку ендокринної системи — рідко (0,01—0,1%) адренокортикальна недостатність; дуже рідко (менше 0,01%) гіпертиреоїдизм, гіпотиреоїдизм.
- З боку сечовидільної системи — часто (1—10%) гостра ниркова недостатність, гематурія; рідко (0,01—0,1%) інтерстиціальний нефрит; дуже рідко (менше 0,01%) тубулярний некроз.
- Зміни в лабораторних аналізах — часто збільшення рівня білірубіну в крові, підвищення активності в крові амінотрансфераз, лактатдегідрогенази та лужної фосфатази, підвищення рівня в крові креатиніну та сечовини, лейкопенія, анемія, панцитопенія, тромбоцитопенія, гіпокаліємія; рідко (0,01—0,1%) нейтропенія, агранулоцитоз, еозинофілія, гіперхолестеринемія, гіпертригліцеридемія.
- Місцеві реакції — часто (1—10%) тромбофлебіт, флебіт, лімфангоїт у місці внутрішньовенної ін'єкції.

## Протипокази
Вориконазол протипоказаний при підвищеній чутливості до азолів, при одночасному лікуванні терфенадином, цизапридом, хінідином, сіролімусом, рифампіцином, карбамазепіном, фенобарбіталом, ритонавіром. Препарат застосовується з обережністю при вагітності. Під час лікування вориконазолом рекомендовано припинити годування грудьми.

## Форми випуску
Вориконазол випускається у вигляді порошку в флаконах для ін'єкцій по 200 мг; і таблеток по 50 та 200 мг.